# Nutria i Nerwus
Nutria i nerwus – dziesiąty tom z cyklu Jeżycjady autorstwa Małgorzaty Musierowicz. Książka wydana w roku 1994 i zilustrowana przez autorkę.

## Krótko o treści
Bohaterką powieści jest jedna z sióstr Borejko, Natalia, zwana w rodzinie Nutrią. Cicha, spokojna i niepozbierana żyje we własnym świecie, otoczona ukochanymi książkami i muzyką, nieco na uboczu rodzinnego życia. W upalne lato Gabrysia, jej najstarsza siostra (bohaterka Kwiatu kalafiora), wpada na niezbyt fortunny pomysł wysłania pod jej opieką na wakacje dwóch swoich córek. Róża, starsza z dziewczynek jest miła i podobna do swej ciotki, ale młodsza, złośliwa i zdolna do wszystkiego Laura, zwana Tygrysem, budzi w dorosłej Natalii lęk. Na domiar złego między dziewczynkami narasta napięcie, grożące w każdej chwili wybuchem, gdyż Róża ma coraz bardziej dosyć pełnego wyższości zachowania Tygrysa. Nutria przystaje na propozycję siostry, choć tak naprawdę najbardziej pragnie spokoju i powrotu do równowagi po burzliwym zerwaniu z Tuniem. Mimo złych przeczuć zabiera siostrzenice, gitarę i wsiada do pociągu. W trakcie podróży spotyka ją jednak niezwykła przygoda: nowa miłość.

## Bohaterowie
- Natalia Borejko (Nutria) – główna bohaterka, ciocia Róży i Laury, siostra Gabrysi, Idy i Patrycji.

- Róża Pyziak (Pyza) – siostrzenica Natalii, córka Gabrysi, siostra Laury i Ignacego Grzegorza.

- Laura Pyziak (Tygrys) – siostrzenica Natalii, córka Gabrysi, siostra Róży i Ignacego Grzegorza.

- Filip Bratek (Nerwus) – brat Tunia Ptaszkowskiego, muzyk.

- Rodzina Borejków

- Antoni Ptaszkowski (Tunio) – były chłopak Natalii.

- Pani Marta i pan Bronek Jankowiakowie